# 올림포스 영웅전
《올림포스 영웅전》(영어: The Heroes of Olympus)은 미국의 작가 릭 라이어던의 판타지 소설 시리즈이다. 2005년부터 2009년까지 발표된 《퍼시 잭슨과 올림포스의 신 시리즈》의 속편에 해당한다. 시리즈는 전 5권으로 구성되어, 2010년부터 2014년까지 매년 1권씩 발표되었다. 와이즈아이 북스가 릭 라이어던의 책 번역을 담당했지만, 원서 1권 사라진 영웅의 1부 사라진 영웅과 2부 되살아난 존재까지 원서 1권까지만 출판되고 번역이 끊났다. 한국 팬카페에서 번역을 했지만, 결국 저작권 문제로 끝났다(하지만 팬들은 '자기 팬들이 다른 나라에서 읽게하는 게 왜 나쁘냐' 이러는 상황이다.) 전에 번역본도 비공개처리가 되었다. 일본에서는 2015년 7월 기준 4권까지 올림포스의 신들과 7인의 영웅(オリンポスの神々と7人の英雄)으로 번역되었다. 한국 팬카페에서 번역을 했지만, 저작권 문제로 카페 번역도 끝났고, 비공개 처리되었다. 가입해도 볼 수 없다는 뜻이다.
THE GREEKS AREN'T THE ONLY GODS IN TOWN— 올림포스 영웅전의 1권에서 3권까지의 광고문구

## 예언
- 새로운 대예언[2]

일곱 명의 반쪽 피가 부름에 응하리라,
세계는 폭풍에, 혹은 불길에 떨어지고.
마지막 숨결로 지켜야 할 맹세.
그리고 적은 무기를 들고 [죽음의 문]으로
-레이첼 엘리자베스 데어 새로운 델피의 오라클, 최후의 올림포스 신에서
- 사라진 영웅 번개의 자식이여, 땅을 조심할지어다. 거인의 복수로 인해 일곱이 태어나리니. 대장간과 비둘기가 우리를 부수리라. 헤라의 분노로 인해 죽음이 해방되리라.

- 넵튠의 아들 예언 1[3] 알래스카로 행하거라. 타나토스 찾고 해방시켜라. 6월 24일 일몰까지 돌아오거나 죽을것이다.

- 넵튠의 아들 에언 2[4] 북쪽으로, 신들을 넘어서, 군단의 상징이 있노라. 얼음으로부터 떨어지며, 넵튠의 아들은 익사……. 적혀있던 책이 불타서 이후에 있던 내용은 알려지지 않았지만, 이것 때문에 겁쟁이 퍼시가 괜히 무서워하지만, 오히려 괴물들을 퍼시가 익사시킨다. 그래서 후의 내용은 '넵튠의 아들은 익사시킬 것이다(괴물들을)'로 책에서 예측되었다.
- 넵튠의 아들 예언 3[5] 지혜의 딸이 혼자 걸으리라. 아테나의 표식이 로마를 지나 빛나리라. 엘라가 여기까지 말한 뒤, 뒷 내용을 들을 여유도 없이 헤어졌다.
- 아테나의 표식[6] 지혜의 딸이 혼자 걸으리라. 아테나의 표식이 로마를 지나 빛나리라. 쌍둥이가 천사의 호흡을 죽이고, 그 천사는 끝없는 죽음을 향한 열쇠를 지닌 자니라. 거인의 파멸이 금빛으로, 창백하게 서있으니, 짜여진 감옥에서 고통으로 얻어내노라.

## 시놉시스
전 시리즈인 <퍼시 잭슨과 올림포스의 신>시리즈의 마지막에 나오는 두번째 대예언에 관한 이야기이다. 전 시리즈와 다르게 그리스 뿐만 아니라 로마의 신과 로마 데미갓이 등장하며 마더 어스 가이아와 거인들들에 맞서 싸우는 내용이다.
어느 날, 자신의 이름만 알고있는 채로 제이슨 그레이스는 월더니스 스쿨이라는 학교 버스 안에서 깨어나게 된다. 머리가 온통 뒤죽박죽인 채 기억이 없는 제이슨은 간 수학여행에서 사고에 휘말리게 되고 이 과정에서 담당 선생님 코치 헷지가 사티로스라는 것과 친구들과 자신이 반쪽 피라는 것을 알게된다. 그 후에 제이슨은 퍼시 잭슨이라는 남자친구를 찾으려고 신발이 한 쪽 밖에 없는 자를 찾는 아나베스를 만나 반쪽 피 캠프로 가게 된다. 자신이 반쪽 피임에도 불구하고 반쪽피 캠프와 자신 사이에서 이질감을 느낀 제이슨은 자신의 기억을 되찾기 위해 자기가 직접기억을 빼앗아 갔다는 헤라를 구출하러 동료 레오 발데즈와 파이퍼 맥클리안과 탐색여행에 떠나는데...
- 1권 사라진 영웅의 시놉시스

## 등장인물

### 주인공
퍼시 잭슨(페르세우스 잭슨)
Percy Jackson(Perseus Jackson)
전 시리즈의 주인공이기도 한 퍼시 잭슨은 포세이돈의 아들이다. 예언 속 7명중 1명이기도 하다. 물속에서도 숨을 쉴 수 있으며, 말들과 대화를 할 수 있고 물을 조종하는 능력이 있다. 물에 들어가면 더욱 강해지며 상처가 거의 다 낫고, 바다 위에서는 위도와 경도를 정확히 측정 가능하다(이건 전 시리즈에서 그렇고, 여기서 그 능력은 확인되지 않았다.). 그리스 반쪽 피들의 캠프인 반쪽 피 캠프(Camp Half-Blood)에 속해 있지만 로마 반쪽 피들의 캠프인 주피터 캠프(Jupiter Camp)로 기억을 잃고 가서 캠프 지도원 프라이터(Praetor)가 된다. 무기는 '아나클루스모스(Anaklusmos, 역조)'라는 이름의 천계 청동 검이다. 아나베스 체이스(Annabeth Chase)와는 연인 관계이다. 검은 페가수스인 '블랙잭(Blackjack)'을 타고 다닌다(3권 아테나의 표식에서 그런다. 하지만 이제 퍼시가 직접 생각하는 묘사가 아니여서 이 시리즈에서는 말이 없다.). 기억을 잃고서 루파에게 훈련받은 뒤, 고르곤들에게 쫓기면서 직감에 따라 이동한다. 늙은 히피 여자로 변장한 쥬노를 업고 리틀 티베르 강을 건너 쥬피터 캠프에 도착한다. 티베르 강을 건너며 아킬레스의 축복을 잃는다. 넵튠의 아들이라 평판이 좋지 않은 상황에서 헤이젤과 프랭크와 팀을 짜, 전쟁게임에서 물대포를 폭발시켜 승리에 큰 역할을 한다. 그 후 마르스를 보고 아레스라 하며 반항적 태도를 보이며, 마스가 자신의 아빠가 아폴로이기를 바라는 프랭크를 자기 아들로 선포하면서 거인 기간테스들에게 잡힌 타나토스 해방 탐색여행을 보낼 때 2명의 동료 중 1명을 퍼시로 지명한다. 퍼시는 자신의 기억이 사라진 상태로 퀘스트에 나서는데...(사실 쥬노라는 헤라의 로마 버전의 모습이 그리스 반신과 로마 반신들을 서로 잇게 제이슨과 퍼시를 사용하는 것.)
아나베스 체이스 Annabeth Chase
전 시리즈의 주요 인물이기도 한 아나베스 체이스는 아테나의 딸이다. 예언 속 7명중 1명이기도 하다. 데미갓 캠프에 속해 있다. 무기는 천계청동 단검이다. 퍼시 잭슨과는 연인 관계이다.
7살 때 가출을 해 망치 하나로 괴물들을 물리쳤고, 루크와 탈리아를 만나 데미갓 캠프에 오게 되었다.
제이슨 그레이스 Jason Grace
주피터의 아들이자, 탈리아 그레이스의 남동생이다. 번개를 맞아도 버틸 수 있고, 번개를 내릴 수 있으며 하늘을 날 수도 있다. 예언 속 7명중 1명이기도 하다. 주피터 캠프의 지도원이었으나 퍼시와 바꿔치기 되어 데미갓 캠프에 가게 된다. 무기는 임페리얼 골드 마법동전으로 양면에 따라 칼 또는 창이 나온다. 파이퍼 맥클린과는 연인 관계이다. 번개 정령이 말로 변한 '템페스트(Tempest)'를 타고 다닌다.
파이퍼 맥클린 Piper Mclean
아프로디테의 딸로, 유명한 영화배우 트리스탄 맥클린의 딸이다. 상대방을 무조건적으로 명령에 따르게 하는 참스픽(Charmspeak)이 가능하다. 예언 속 7명중 1명이기도 하다. 데미갓 캠프에 속해 있다. 무기는 '카톱트리스(Katoptris)'로 과거 헬레네의 무기이자, 미래를 보여주는 거울이기도 한 단검이다. 제이슨 그레이스와는 연인 관계이다.
레오 발데즈 Leo Valdez
헤파이스토스의 아들이다. 드물게 불을 마음대로 다루고 만들 수 있다. 어릴 때 엄마가 죽었다. 기계에 뛰어난 재능이 있어 하늘을 나는 배(Argo 2)를 만들기도 한다. 반쪽피 캠프 숲에서 인공지능 금속 용을 만나 친구가 된다. 예언 속 7명중 1명이기도 하다. 데미갓 캠프에 속해 있다. 무기는 허리에 찬 마법 벨트로 온갖 무기와 공구를 담고 있다. 시리즈 마지막에 가이아를 없애기 위해 자신을 희생해 죽었지만, 그전에 준비해둔 약을 용이 먹여주어 살아난다.
헤이즐 레베스크 Hazel Levesque 
플루토의 딸이다. 한 번 죽었다가 니코가 다시 살아게 해준 두번째 기회자이며, 흥분하면 주변에서 보석이 튀어나온다. 광물을 마음대로 다루고 땅 속에 관해 알 수 있다. 예언 속 7명중 1명이기도 하다. 프랭크 장과는 연인 관계이지만 자신의 첫 번째 삶에서 사랑한 세미 발데즈의 증손자 레오 발데즈에게 미묘한 감정을 가지고 있다. 세상에서 가장 빠른 말이자 포세이돈의 아들인 '오리온(Arion)'을 타고 다닌다.
프랭크 장 Frank Zhang
마르스의 아들이다. 시리즈 초기에서는 자신감 없고 자신의 능력에 대하여 확실하지 않았지만 점차 자신의 자리를 찾아간다. 포세이돈의 후손이며 예언 속 7명중 1명이기도 하다. 능력은 살아있는 아무것으로나 변할 수 있는 것이다. 자주 사용하는 무기는 활이다. 헤이즐 레베스크와는 연인 관계이다.

## 시리즈
- 《사라진 영웅》 (The Lost Hero, 2010)
- 《되살아난 존재》(The Lost Hero, 2010)
- The Son of Neptune (2011)
- The Mark of Athena (2012)
- The House of Hades (2013)
- The Blood of Olympus (2014)
- 참고로 모두 10월에 나왔다. 스페셜 에디션은 월마트, 타깃 등에서 살 수 있고 한정판에는 존 로코의 화려한 삽화가 들어있다.

1. ↑  일본에서는 한국에서 번역되지 않은 반신 파일도 번역했다.
2. ↑  로마에서는 아주 오래 전부터 전해졌고 이 7명이 되려는 자는 모조리 죽었다. 7명의 예언이라고 부른다.
3. ↑  사실 이건 예언이라고 하기 그런게, 예언이 필요하다고 옥타비안이 징징대는 바람에 마르스가 말로 명령한 내용을 글로 적은 것에 불과하다.옥타비안이 수수께끼 같지도 않고, 운도 맞지 않는다고 항의했지만 마르스는 무시...찌질이 옥타비안
4. ↑  이게 위 예언의 본래 내용이다.
5. ↑  작가가 3권 떡밥으로 넣은 건데 괜히 조금만 넣었다.
6. ↑  위 예언의 전문.